# Nanos sinuatipes
Nanos sinuatipes är en skalbaggsart som beskrevs av Antoine Boucomont 1937. Nanos sinuatipes ingår i släktet Nanos och familjen bladhorningar. Inga underarter finns listade i Catalogue of Life.